# Unterhauenstein
Unterhauenstein (oberfränkisch: Undahauastah)  ist ein Gemeindeteil der Stadt Pegnitz im Landkreis Bayreuth (Oberfranken, Bayern).  Unterhauenstein liegt in der Gemarkung Körbeldorf. Der Ort war seit 1970 unbewohnt und ist mittlerweile zur Wüstung geworden.

## Geografie
Die Einöde lag an der Püttlach und war über einen Anliegerweg erreichbar, der 600 Meter nördlich nach Oberhauenstein zur Kreisstraße BT 26 führte.

## Geschichte
Der Ort wurde im Jahr 1651 als „Undern Hauenstein“ erstmals schriftlich erwähnt. Das Bestimmungswort ist hūwe (mhd. für Uhu).
Mit dem Gemeindeedikt (frühes 19. Jahrhundert) wurde Unterhauenstein dem Steuerdistrikt Körbeldorf und der Ruralgemeinde Körbeldorf zugewiesen. Im Rahmen der Gebietsreform in Bayern wurde Unterhauenstein am 1. Juli 1972 in die Stadt Pegnitz eingegliedert.